# Etene Nanai-Seturo
Etene Nanai-Seturo (20 de agosto de 1999) é um jogador de rugby sevens neozelandês.

## Carreira
Nanai-Seturo integrou a Seleção Neozelandesa de Rugby Sevens Masculino nos Jogos Olímpicos de Verão de 2020 em Tóquio, quando conquistou a medalha de prata após confronto com a equipe das Fiji na final.